# 이이 남매 화회문기
이이 남매 화회문기(李珥 男妹 和會文記)는 조선 명종 때의 화회문기로, 대한민국 보물 제477호이다.

## 개요
율곡 선생 남매 분재기는 이원수의 자녀인 율곡 이이의 형제자매들의 재산분배에 대한 화회문기(和會文記)이다. 화회문기는 부모가 죽은 뒤 형제자매들이 모여 합의하여 유산을 분재하면서 작성한 문서이다. 문서의 맨 첫째 줄에 ‘嘉靖四十五年丙寅(1566)五月二十日同腹和會口議(가정45년병인[1566]5월20일동복하회구의)’라고 써서 동복들이 명종 21년(1566)에 모여 합의한 결과의 증서임을 나타내주고 있다.
재산의 분배기준은 ≪경국대전≫의 규정에 의해 정하였다. 우선 선조들의 기제와 수묘(守墓)를 위한 가옥·토지·노비를 배정한 다음 맏아들인 생원 이선(李璿), 맏딸 병절교위(秉節校尉) 조대용(趙大勇)의 처, 둘째 아들인 유학 이번(李璠), 둘째 딸인 충의위(忠義衛) 윤섭(尹涉)의 처, 셋째 아들인 이조좌랑 이이(李珥), 셋째 딸인 고(故) 학생 홍천우(洪天祐)의 처, 넷째 아들인 유학 이위(李瑋) 등 7남매와 서모인 권씨에게 배당한 토지와 노비 등을 구체적으로 적고 문서작성에 참여한 사람들의 이름과 수결을 표시하였는데, 여자들은 수결하지 않았다.
이 문서는 율곡이 41세 되던 해에 작성된 것으로써 조선 전기의 재산 상속을 알 수 있는 귀중한 자료이다.

## 같이 보기
- 이이